# Port lotniczy Xiamen-Gaoqi
Port lotniczy Xiamen-Gaoqi (IATA: XMN, ICAO: ZSAM) – port lotniczy położony w Xiamen, w prowincji Fujian, w Chińskiej Republice Ludowej.

## Linie lotnicze i połączenia
| Linia Lotnicza           | Kierunek |
| ------------------------ | --- |
| 9 Air                    | 1. Guiyang |
| Chang’an Airlines        | 1. Tongren 2. Xi’an |
| Air China                | 1. Pekin 2. Pekin-Daxing 3. Chengdu-Shuangliu 4. Chengdu-Tianfu 5. Chongqing 6. Guiyang 7. Tiencin 8. Wuhan 9. Zhengzhou |
| Air Guilin               | 1. Guilin 2. Taiyuan 3. Zhoushan |
| Air Macau                | 1. Makau |
| Beijing Capital Airlines | 1. Pekin-Daxing 2. Huangshan 3. Lijiang 4. Shenyang 5. Shijiazhuang 6. Urumczi 7. Xi’an 8. Zhengzhou |
| Cathay Pacific           | 1. Hongkong |
| Chengdu Airlines         | 1. Chengdu-Tianfu 2. Dazhou 3. Jinggangshan |
| China Eastern Airlines   | 1. Pekin-Daxing 2. Changchun 3. Changzhou 4. Chengdu-Tianfu 5. Hefei 6. Huai’an 7. Kunming 8. Lanzhou 9. Nankin 10. Szanghaj-Hongqiao 11. Shiyan 12. Taiyuan 13. Wuhan 14. Wuxi 15. Xi’an 16. Yantai 17. Zhengzhou 18. Zhoushan |
| China Express Airlines   | 1. Chengdu-Tianfu 2. Ezhou 3. Wuhu |
| China Southern Airlines  | 1. Pekin-Daxing 2. Dalian 3. Enshi 4. Guangzhou 5. Guiyang 6. Haikou 7. Harbin 8. Nanning 9. Shenyang 10. Urumczi 11. Weihai 12. Wuhan 13. Zhengzhou |
| China United Airlines    | 1. Pekin-Daxing 2. Jining 3. Ordos |
| Chongqing Airlines       | 1. Changsha 2. Chongqing |
| Dalian Airlines          | 1. Pekin |
| Fuzhou Airlines          | 1. Hami 2. Harbin 3. Zhengzhou 4. Zhoushan |
| Hainan Airlines          | 1. Pekin 2. Changsha 3. Chongqing 4. Haikou 5. Harbin 6. Hefei 7. Lanzhou 8. Shenyang 9. Taiyuan 10. Urumczi 11. Wuhan 12. Xi’an 13. Yan’an 14. Zhengzhou |
| Hebei Airlines           | 1. Hohhot 2. Shijiazhuang 3. Wenzhou |
| Jiangxi Air              | 1. Nanchang 2. Zhengzhou |
| Juneyao Airlines         | 1. Nankin 2. Szanghaj-Hongqiao 3. Szanghaj-Pudong |
| Korean Air               | 1. Seul-Inczon |
| Kunming Airlines         | 1. Kunming |
| Lucky Air                | 1. Chengdu-Tianfu 2. Kunming |
| Malaysia Airlines        | 1. Kuala Lumpur |
| Mandarin Airlines        | 1. Kaohsiung 2. Tajpej-Taoyuan |
| Okay Airways             | 1. Changsha |
| Philippine Airlines      | 1. Manila |
| Shandong Airlines        | 1. Baotou 2. Pekin 3. Changchun 4. Changsha 5. Changzhou 6. Chengdu-Shuangliu 7. Chengdu-Tianfu 8. Chongqing 9. Dalian 10. Dongying 11. Guangzhou 12. Guilin 13. Guiyang 14. Haikou 15. Hangzhou 16. Harbin 17. Hefei 18. Heze 19. Hohhot 20. Dżakarta 21. Jinan 22. Jingdezhen 23. Kunming 24. Lanzhou 25. Linyi 26. Mudanjiang 27. Nankin 28. Qingdao 29. Rizhao 30. Szanghaj-Hongqiao 31. Szanghaj-Pudong 32. Shenyang 33. Shiyan 34. Taiyuan 35. Tiencin 36. Urumczi 37. Wuhan 38. Xi’an 39. Xuzhou 40. Yantai 41. Yinchuan 42. Zhengzhou 43. Zhoushan |
| Shanghai Airlines        | 1. Szanghaj-Hongqiao |
| Shenzhen Airlines        | 1. Harbin 2. Nantong 3. Yangzhou |
| Sichuan Airlines         | 1. Changsha 2. Chengdu-Shuangliu 3. Chengdu-Tianfu 4. Chongqing 5. Kunming 6. Yichun |
| Singapore Airlines       | 1. Singapur |
| Spring Airlines          | 1. Bangkok-Don Muang 2. Changchun 3. Handan 4. Lanzhou 5. Nanyang 6. Szanghaj-Hongqiao 7. Shenyang-Taoxian 8. Shijiazhuang 9. Yangzhou |
| Tianjin Airlines         | 1. Anqing 2. Changsha 3. Dalian 4. Fuyang 5. Haikou 6. Tiencin 7. Wuhan 8. Xi’an 9. Yantai 10. Yulin 11. Zunyi |
| Tibet Airlines           | 1. Chengdu-Shuangliu |
| Uni Air                  | 1. Tajpej-Songshan |
| West Air                 | 1. Chongqing 2. Jinggangshan 3. Zhengzhou |
| Xiamen Air               | 1. Amsterdam 2. Bangkok-Suvarnabhumi 3. Pekin-Daxing 4. Changchun 5. Changsha 6. Chengdu-Tianfu 7. Chongqing 8. Dalian 9. Denpasar 10. Doha 11. Ezhou 12. Guangzhou 13. Guilin 14. Guiyang 15. Haikou 16. Hangzhou 17. Hanoi 18. Harbin 19. Hefei 20. Hengyang 21. Ho Chi Minh 22. Hohhot 23. Hongkong 24. Dżakarta 25. Jinan 26. Jingzhou 27. Kaohsiung 28. Kuala Lumpur 29. Kunming 30. Lanzhou 31. Lhasa 32. Lianyungang 33. Lijiang 34. Liuzhou 35. Los Angeles 36. Luzhou 37. Makau 38. Male 39. Manila 40. Melbourne 41. Mianyang 42. Nanchong 43. Nankin 44. Nanning 45. Ningbo 46. Osaka-Kansai 47. Paryż-Charles de Gaulle 48. Penang 49. Phnom Penh 50. Qingdao 51. Sanya 52. Seul-Inczon 53. Szanghaj-Hongqiao 54. Shenyang 55. Shenzhen 56. Singapur 57. Sydney 58. Tajpej-Songshan 59. Tajpej-Taoyuan 60. Taiyuan 61. Tiencin 62. Tokio-Narita 63. Urumczi 64. Vancouver 65. Wanzhou 66. Wuhan 67. Wuyishan 68. Xi’an 69. Xining 70. Xinzhou 71. Xishuangbanna 72. Yancheng 73. Rangun 74. Yichang 75. Yinchuan 76. Yuncheng 77. Zhengzhou 78. Zhongwei 79. Zhoushan 80. Zhuhai 81. Zunyi |

### Cargo
| Linia Lotnicza           | Kierunek                       |
| ------------------------ | ------------------------------ |
| All Nippon Airways Cargo | 1. Tokio-Narita                |
| Cargolux                 | 1. Pekin 2. Luksemburg         |
| Cathay Pacific Cargo     | 1. Hongkong 2. Szanghaj-Pudong |
| Central Airlines         | 1. Paryż-Charles de Gaulle     |
| China Cargo Airlines     | 1. Osaka-Kansai                |
| Ethiopian Airlines Cargo | 1. São Paulo-Guarulhos         |
| Hong Kong Airlines Cargo | 1. Hongkong 2. Szanghaj-Pudong |
| Korean Air Cargo         | 1. Seul-Inczon                 |
| MSC Air Cargo            | 1. Anchorage 2. Seul-Inczon    |
| Suparna Airlines Cargo   | 1. Clark 2. Szanghaj-Pudong    |